# Aslan Lappinagov
Aslan Alanovič Lappinagov (in russo Аслан Аланович Лаппинагов?; 9 agosto 1993) è un judoka russo.

## Palmarès
- Europei

Varsavia 2017: bronzo nei -81kg;
Tel Aviv 2018: bronzo nei -81kg.
- Universiadi

Taipei 2017: argento nei -81kg nella gara a squadre.
- Giochi militari:

Mungyeong 2015: argento nei -81kg;
- Campionati europei under 23:

Breslavia 2014: argento nei -81kg;
Bratislava 2015: oro nei -73kg.
- Campionati mondiali juniores:

Agadir 2010: bronzo nei -81kg;
- Campionati europei juniores:

Sarajevo 2013: oro nei -81kg;

### Vittorie nel circuito IJF
| Data             | Località   | Paese    | Categoria |
| ---------------- | ---------- | -------- | --------- |
| 17 luglio 2016   | Tjumen'    | Russia   | Gran Slam |
| 25 febbraio 2015 | Düsseldorf | Germania | Gran Prix |